# Gibraltar Wave FC
Gibraltar Wave FC ist der erste und bislang einzige reine Frauenfußballverein aus Gibraltar. Er spielt in der Gibraltar Women’s Football League, der höchsten Spielklasse Gibraltars.

## Geschichte
Der Verein wurde im März 2021 vom ehemaligen englischen Amateurfußballer John Gontier (u. a. FC Watford) gegründet. Gontier erklärte, er wolle mit dem Verein dabei helfen, „die Liebe der Frauen zum Fußball zu entwickeln und sie für diesen großartigen Sport zu begeistern“.
Sein erstes Spiel bestritt Gibraltar Wave FC als Futsalmannschaft, als welche sie noch immer aktiv ist. Außerdem spielt die Mannschaft regelmäßig bei verschiedenen Beachsoccer-Turnieren.
Zur Saison 2021/22 nahm Gibraltar Wave FC erstmals am Spielbetrieb der Gibraltar Women’s Football League teil, der höchsten Frauenfußballliga in Gibraltar, die allerdings Amateurstatus besitzt und keine sportlichen Zugangsbeschränkungen. Das erste Pflichtspiel fand am 20. September 2021 statt; Gibraltar Wave gewann gegen den viermaligen Meister Manchester 62 FC mit 9:0. Es war der zugleich höchste Sieg in der Vereinsgeschichte. Am Ende der Saison belegte das Team den 4. Platz aus fünf Teams.
Sein erstes Pokalspiel im Women’s Rock Cup, dem Frauenfußballpokal in Gibraltar, bestritt Gibraltar Wave FC am 7. November 2021 (0:5 gegen Lynx FC).
Im Jahr 2023 erhielt der Verein von der European Club Association den Status „aufstrebender Klub“ und wird seither bei seiner Professionalisierung und Sponsorensuche unterstützt. Nach eigenen Angaben ist Gibraltar Wave FC der erste und einzige Fußballverein im britischen Überseegebiet Gibraltar, in dem ausschließlich Frauen aktiv sind.

## Statistik
| Saison  | Platz | Sp. | S | U | N | Tore  | Diff. | Punkte | Beleg |
| ------- | ----- | --- | - | - | - | ----- | ----- | ------ | ----- |
| 2021/22 | 4.    | 12  | 3 | 2 | 7 | 23:67 | −44   | 11     | [ 5 ] |
| 2022/23 | 4.    | 8   | 2 | 0 | 6 | 9:31  | −22   | 6      | [ 7 ] |
| 2023/24 | 5.    | 12  | 1 | 2 | 9 | 8:54  | −46   | 5      | [ 8 ] |